# Marvin Park
Marvin Olawale Akinlabi Park (* 7. März 2000 in Palma) ist ein spanisch-nigerianischer Fußballspieler, der aktuell bei Real Madrid Castilla unter Vertrag steht und an die UD Las Palmas verliehen ist. Er kommt meistens auf der rechten Außenbahn zum Einsatz, kann jedoch auch im offensiven Mittelfeld eingesetzt werden.

## Familie
Parks Mutter kommt aus Südkorea und sein Vater aus Nigeria.

## Karriere

### Verein
Marvin begann seine fußballerische Karriere in seiner Geburtsstadt, bei Sporting Ciutat de Palma. 2009 wechselte er dann in die Jugendakademie der Tranmere Rovers, die er nach dreijährigem Verweilen wieder in Richtung Palma verließ. Nach einem Jahr bei seinem Ex-Jugendverein verpflichtete ihn der SD La Salle, wo er im Kader der U19 gelistet war. 2014 wechselte Marvin zu AD Penya Arrabal, ehe er 2016 vom spanischen Rekordmeister Real Madrid entdeckt und verpflichtet wurde. Zunächst spielte er für deren U19 unter anderem in der UEFA Youth League. Sein Debüt für die zweite Mannschaft der Madrilenen gab er am 25. August 2019 beim 1:1 gegen Las Rozas CF. In der Saison 2019/20 kam er  26 Mal zum Einsatz und schoss dabei drei Tore. In der Folgesaison gab er sein Debüt für die Profimannschaft von Real Madrid. Er wurde am 2. Spieltag der Saison 2020/21 in der 70. Minute für Rodrygo eingewechselt, als man bei Real Sociedad 0:0-Unentschieden spielte.

### Nationalmannschaft
Bisher spielte Marvin einmal für die spanische U-19-Nationalmannschaft.